# 제시 (1998년 시트콤)
제시(Jesse)는 1998년 9월 24일부터 2000년 5월 25일까지 NBC에서 방영된 시트콤이다.